# Tineomigma transiens
Tineomigma transiens är en fjärilsart som beskrevs av László Anthony Gozmány. Tineomigma transiens ingår i släktet Tineomigma och familjen äkta malar. Inga underarter finns listade i Catalogue of Life.